# Celso Borges
Celso Borges Mora, född 27 maj 1988 i San José, Costa Rica, är en costaricansk fotbollsspelare som spelar för Alajuelense. Hans far, Alexandre Guimarães, var med i Costa Ricas trupp vid fotbolls-VM 1990.

## Klubbkarriär
Celso startade sin professionella karriär i hemlandet Costa Rica, i laget Deportivo Saprissa. Han lämnade sedan Costa Rica år 2009 för spel i norska Fredrikstad FK, där han under sin första säsong gjorde 22 stycken framträdanden, varav sju mål. Celso spelade ytterligare två säsonger i Fredrikstad innan han skrev på för AIK inför säsongen 2012.
I AIK gjorde Celso sin debut den 1 april, i premiärmatchen mot Mjällby AIF. Han gjorde sitt första mål för AIK redan i den andra omgången av Allsvenskan, i en bortamatch mot Kalmar FF. Den 14 januari 2015 meddelade AIK att man sålt Borges till den spanska klubben RC Deportivo de La Coruña som spelar i La Liga. Den 30 januari debuterade Borges för laget i en ligamatch mot Rayo Vallecano, han gjorde i matchen även sina två mål för laget, matchen med slutade med 2-1 för Deportivo.

## Landslagskarriär
Under VM 2014 så deltog han tillsammans med Costa Rica och laget tog sig till kvartsfinal där man förlorade mot Nederländerna.

## Karriärstatistik
| Säsong             | Klubb               | Liga               | Serie   | Serie | Cup     | Cup | Total   | Total |
| Säsong             | Klubb               | Liga               | Matcher | Mål   | Matcher | Mål | Matcher | Mål   |
| ------------------ | ------------------- | ------------------ | ------- | ----- | ------- | --- | ------- | ----- |
| 2005–06            | Deportivo Saprissa  | Primera División   | 2       | 0     | 0       | 0   | 2       | 0     |
| 2006–07            | Deportivo Saprissa  | Primera División   | 35      | 2     | 0       | 0   | 35      | 2     |
| 2007–08            | Deportivo Saprissa  | Primera División   | 25      | 0     | 6       | 1   | 31      | 1     |
| 2008–09            | Deportivo Saprissa  | Primera División   | 24      | 5     | 5       | 1   | 29      | 6     |
| 2009               | Fredrikstad FK      | Tippeligaen        | 22      | 7     | 2       | 1   | 24      | 8     |
| 2010               | Fredrikstad FK      | Adeccoligaen       | 25      | 14    | 3       | 3   | 28      | 17    |
| 2011               | Fredrikstad FK      | Tippeligaen        | 24      | 8     | 5       | 7   | 29      | 15    |
| 2012               | AIK                 | Allsvenskan        | 29      | 8     | 0       | 0   | 29      | 8     |
| 2013               | AIK                 | Allsvenskan        | 24      | 8     | 3       | 0   | 27      | 8     |
| 2014               | AIK                 | Allsvenskan        | 26      | 6     | 0       | 0   | 26      | 6     |
| 2014–15            | Deportivo La Coruña | La Liga            | 17      | 3     | 0       | 0   | 17      | 3     |
| 2015–16            | Deportivo La Coruña | La Liga            | 15      | 2     | 0       | 0   | 15      | 2     |
| Totalt i karriären | Totalt i karriären  | Totalt i karriären | 124     | 45    | 13      | 11  | 137     | 56    |

### Landslagsmål
Matcher och resultat. Costa Ricas mål visas först.
| Borges – Mål för Costa Rica | Borges – Mål för Costa Rica | Borges – Mål för Costa Rica                               | Borges – Mål för Costa Rica | Borges – Mål för Costa Rica | Borges – Mål för Costa Rica | Borges – Mål för Costa Rica |
| Nr                          | Datum                       | Arena                                                     | Motståndare                 | Mål                         | Resultat                    | Typ av match                |
| --------------------------- | --------------------------- | --------------------------------------------------------- | --------------------------- | --------------------------- | --------------------------- | --------------------------- |
| 1.                          | 6 september 2008            | Estadio Ricardo Saprissa, San José, Costa Rica            | Surinam                     | 5–0                         | 7–0                         | VM-kval 2010                |
| 2.                          | 12 oktober 2008             | André Kamperveen Stadion, Paramaribo, Suriname            | Surinam                     | 2–0                         | 4–1                         | VM-kval 2010                |
| 3.                          | 3 juni 2009                 | Estadio Ricardo Saprissa Aymá, San José, Costa Rica       | USA                         | 2–0                         | 3–1                         | VM-kval 2010                |
| 4.                          | 6 juni 2009                 | Dwight Yorke Stadium, Bacolet, Trinidad and Tobago        | Trinidad och Tobago         | 2–1                         | 3–2                         | VM-kval 2010                |
| 5.                          | 6 juni 2009                 | Dwight Yorke Stadium, Bacolet, Trinidad and Tobago        | Trinidad och Tobago         | 3–2                         | 3–2                         | VM-kval 2010                |
| 6.                          | 7 juli 2009                 | Columbus Crew Stadium, Columbus, USA                      | Jamaica                     | 1–0                         | 1–0                         | CONCACAF Gold Cup 2009      |
| 7.                          | 19 juli 2009                | Cowboys Stadium, Arlington, USA                           | Guadeloupe                  | 1–0                         | 5–1                         | CONCACAF Gold Cup 2009      |
| 8.                          | 21 januari 2011             | Estadio Rommel Fernández, Panama City                     | Panama                      | 1–0                         | 1–1                         | Copa Centroamericana 2011   |
| 9.                          | 16 oktober 2012             | Estadio Nacional de Costa Rica, San José, Costa Rica      | Guyana                      | 6–0                         | 7–0                         | VM-kval 2014                |
| 10.                         | 20 januari 2013             | Estadio Nacional de Costa Rica, San José, Costa Rica      | Nicaragua                   | 2–0                         | 2–0                         | Copa Centroamericana 2013   |
| 11.                         | 19 juni 2013                | Estadio Nacional de Costa Rica, San José, Costa Rica      | Panama                      | 2–0                         | 2–0                         | VM-kval 2014                |
| 12.                         | 14 augusti 2013             | Estadio Quisqueya, Santo Domingo, Dominikanska Republiken | Dominikanska republiken     | 1–0                         | 4–0                         | Vänskapsmatch               |
| 13.                         | 14 augusti 2013             | Estadio Quisqueya, Santo Domingo, Dominikanska Republiken | Dominikanska republiken     | 2–0                         | 4–0                         | Vänskapsmatch               |
| 14.                         | 6 september 2013            | Estadio Nacional de Costa Rica, San José, Costa Rica      | USA                         | 2–0                         | 3–1                         | VM-kval 2014                |
| 15.                         | 6 juni 2014                 | PPL Park, Philadelphia, USA                               | Irland                      | 1–1                         | 1–1                         | Vänskapsmatch               |
| 16.                         | 3 september 2014            | RFK Stadium, Washington, D.C., USA                        | Nicaragua                   | 1–0                         | 2–0                         | Copa Centroamericana 2014   |
| 17.                         | 7 september 2014            | Cotton Bowl, Dallas, USA                                  | Panama                      | 2–2                         | 2–2                         | Copa Centroamericana 2014   |
| 18.                         | 14 oktober 2014             | Seoul World Cup Stadium, Seoul, Sydkorea                  | Sydkorea                    | 1–0                         | 3–1                         | Vänskapsmatch               |
| 19.                         | 14 oktober 2014             | Seoul World Cup Stadium, Seoul, Sydkorea                  | Sydkorea                    | 2–1                         | 3–1                         | Vänskapsmatch               |
| 20.                         | 29 mars 2016                | Estadio Nacional de Costa Rica, San José, Costa Rica      | Jamaica                     | 1–0                         | 2–0                         | VM-kval 2018                |
| 21.                         | 11 juni 2016                | NRG Stadium, Houston, USA                                 | Colombia                    | 3–1                         | 3–2                         | Copa América Centenario     |
| 22.                         | 16 juni 2019                | Estadio Nacional, San José, Costa Rica                    | Nicaragua                   | 2–0                         | 4–0                         | Concacaf Gold Cup 2019      |
| 23.                         | 6 september 2019            | Estadio Nacional, San José, Costa Rica                    | Uruguay                     | 1–1                         | 1–2                         | Vänskapsmatch               |
| 24.                         | 12 juli 2021                | Exploria Stadium, Orlando, USA                            | Guadeloupe                  | 3–1                         | 3–1                         | Concacaf Gold Cup 2021      |
| 25.                         | 16 juli 2021                | Exploria Stadium, Orlando, USA                            | Surinam                     | 2–1                         | 2–1                         | Concacaf Gold Cup 2021      |
| 26.                         | 10 oktober 2021             | Estadio Nacional, San José, Costa Rica                    | El Salvador                 | 2–1                         | 2–1                         | VM-kval 2022                |
| 27.                         | 24 mars 2022                | Estadio Nacional, San José, Costa Rica                    | Kanada                      | 1–0                         | 1–0                         | VM-kval 2022                |